# Lubomirskia baikalensis
Lubomirskia baikalensis (mitunter auch Lubomirskia baicalensis) ist eine endemische Schwammart aus dem Baikalsee (Süßwasser). Der Süßwasserschwamm gehört zur Ordnung der Spongillida innerhalb der der Klasse der Hornkieselschwämme.

## Beschreibung
Lubomirskia baikalensis bildet säulenförmige, verzweigte Strukturen, die auf einer schmalen, inkrustierenden Basis auf Hartsubstrat des Gewässergrunds aufgewachsen sind, selten kommen Exemplare auf Weichsubstrat vor. Die „Zweige“ erreichen meist 30 bis 60 Zentimeter, ausnahmsweise bis zu einem Meter Höhe. Sie sind gabelteilig dichotom verzweigt und an der Spitze (distal) abgerundet. Ihre Gestalt ist nicht regelmäßig, sie können zylindrisch oder abgeflacht, gelegentlich fächerartig mit nach oben zunehmender Breite sein, ihre Dicke reicht von etwa einem bis zu etwa vier Zentimetern. Die Konsistenz ist durch Spongin-Fasern elastisch, die Oberfläche durch hervorstehende Spikulae rau. Die Oscula erreichen drei bis vier Millimeter Durchmesser, sie sitzen zu mehreren gehäuft in eingesenkten Taschen, die über die Schwammoberfläche verstreut, seltener in Reihen stehend, mit Abständen voneinander von etwa ein bis drei Zentimeter sind. Die größeren Skelettnadeln (Megasklerae) erreichen 145 bis 233 Mikrometer Länge, sie sind zylindrisch bis spindelförmig mit beiderseits spitzen Enden, ihre Oberfläche ist in der Regel durch kleine Zähnchen rau, seltener kann sie glatt sein. Es kommen weder Mikroskleren noch Gemmulae vor.
Das Flagellum von Lubomirskia baikalensis ist in einer kleinen Grube eingelenkt. Das Kinetosom ist mit senkrecht zu ihm verlaufenden Mikrotubuli verankert.

## Ökologie und Lebensweise
Die Art bewächst Steine und Totholz des Litorals und Sublitorals, etwa von drei bis vier, bis zu etwa 50, mit Schwerpunkt in etwa fünf bis acht Meter Tiefe, entlang der gesamten Seeküste. Während Hartsubstrate klar bevorzugt werden, kommen seltener auf Weichsubstrat wie Sand oder Schlamm liegende, beiderseits abgerundete Gebilde vor, bei denen angenommen wird, dass sie auf abgebrochene und hier weiterwachsende Individuen zurückgehen. Die Art ist im See sehr häufig und gehört zu den dominanten Besiedlern der Uferzone, sie kann eine Biomasse von einem Kilogramm Frischgewicht pro Quadratmeter Seeboden erreichen. Lubomirskia baicalensis hat aufgrund von symbiontisch lebenden Zoochlorellen eine leuchtend grüne Farbe. Sie bietet Lebensraum für die Gammariden Brandtia parasitica, Eulimnogammarus cruentus und E. grandimanus sowie zahlreiche Copepoden, Anneliden und Turbellarien.
Wo viele der Schwämme wachsen, bilden sich aus ihnen regelrechte Unterwasserwälder am Seeboden.

## Phylogenie, Taxonomie und Systematik
Die Art wurde von dem berühmten Naturforscher Peter Simon Pallas als Spongia baikalensis erstbeschrieben, sie wurde durch nachträgliche Festsetzung durch P.D.Rezvoi zur Typusart der Gattung Lubomirskia Dybowski, 1880 erklärt. Die Gattung ist, wie die gesamte Familie Lubomirskiidae, im Baikalsee endemisch, sie umfasst außerdem noch drei weitere Arten. Nach neueren Untersuchungen, vor allem aufgrund des Vergleichs homologer DNA-Sequenzen erwiesen sich die in den Lubomirskiidae vereinten Arten als monophyletisches Taxon, ihre Schwesterart war allerdings der weit verbreitete Süßwasserschwamm Ephydatia muelleri. Dies deutet darauf hin, dass sich die Familie erst im Baikalsee aus dieser Art (oder einem nahe verwandten Vorfahren mit ähnlicher Morphologie) in Form einer adaptiven Radiation herausdifferenziert hat. Nach den Methoden der molekularen Uhr wird dafür ein Zeitraum vor etwa 2,3 Millionen Jahren rekonstruiert. Die Gattung Lubomirskia selbst ist den Ergebnissen zufolge vermutlich keine monophyletische Einheit.
Die Schreibweise mit c statt k ist mittlerweile seltener geworden und hat sich in der internationalen Fachwelt nicht durchgesetzt. Sowohl das World Register of Marine Species als auch englischsprachige Fachpublikationen führen den Schwamm als  Lubomirskia baikalensis (mit k).

## Erforschung
Im Biomonitoring dienen die Schwämme als Indikator bei der Überprüfung der Wasserqualität, mit denen sich insbesondere Verschmutzungen durch Kupfer und Cadmium nachweisen lassen, sowie (im geringeren Maße) durch Brom, Barium und Zink.

## Weitere Literatur
- E. D. Demidov, V. B. Borodin, D. L Stom: Photosynthesis of Zoochlorella Cells Isolated from Fresh-Water Baikal Sponge Lubomirskia baicalensis. In: Russian Journal of Plant Physiology. Band 40, Nr. 5, 1993, S. 698–703.